# Идиче
И́диче (итал. Idice) — река в Италии, правый приток Рено, протекает по территории Флоренции, Болоньи и Феррары в регионах Тоскана и Эмилия-Романья. Площадь водосборного бассейна — 586 км². Средний расход воды в устье с 1991 по 2011 года — 6,71 м³/с

## Описание

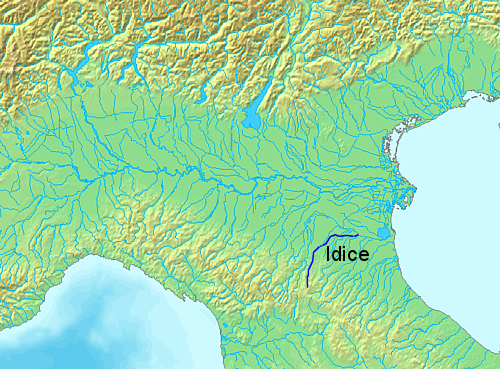
Идиче на карте Северной Италии

Река Идиче в итальянском языке относится к категории «torrènte», то есть горных рек, питающихся от ледников или других сезонных источников, в связи с чем уровень воды в ней значительно меняется в разное время года, имея максимальные значения весной и осенью. Её длина — 78 км, большая часть этого расстояния приходится на провинцию Болонья. Исток находится между горами Оджоли и Канда в районе перевала Ратикоза (высота перевала — около 968 метров над уровнем моря). Идиче имеет два левых притока — Дзена (Zena) и Савена (Savena). Вторая из названных рек впадает в Идиче на территории Сан-Ладзаро-ди-Савена и в летний период даёт наибольшую долю водосбора.
Между Идиче, Дзеной, Савеной и Куадерной (Quaderna) находится природный Региональный парк болонских меловых отложений и оврагов Аббатиссы.
Впадает в Рено около Сан-Бьяджо на территории коммуны Арджента.